# Caso Asian News International contra la Fundación Wikimedia
Caso Asian News International contra la Fundación Wikimedia, CS(OS) 524/2024, fue un caso civil en India de ANI Media Private Limited, la empresa matriz de la agencia de noticias Asian News International (ANI), presentó una demanda por difamación de 20 millones de rupias (aproximadamente 240 000 dólares) contra la Fundación Wikimedia (WMF), alojamiento web de Wikipedia, por la descripción de ANI en el artículo de Wikipedia en inglés sobre la agencia de noticias.
El juez del caso, el magistrado Navin Chawla, advirtió que el tribunal podría ordenar al gobierno de la India el cierre de Wikipedia en el país. Los críticos han calificado de censura y amenaza a la circulación de la información la orden del juez que ordena a la WMF que haga públicas las identidades de los redactores que realizaron las ediciones.
Después de una advertencia del Delhi High Court en octubre de 2024 de que el artículo podría violar las normas sub judice y una posterior orden de retirada, la WMF suspendió el acceso al artículo de Wikipedia en inglés Asian News International vs. Wikimedia Foundation, bloqueándolo tanto para los lectores como para los redactores de la enciclopedia en línea. Sin embargo, el acceso se restableció el 9 de mayo de 2025, después de una apelación de la WMF y una sentencia de la Corte Suprema de la India a favor de Wikimedia.